# مانغا طبخ
مانغا طبخ (باليابانية: 料理漫画) وتعرف أيضا بـمانغا الذواقة (باليابانية: グルメ漫画) هو نوع من المانغا والأنمي الياباني حيث الطعام أو الطبخ أو الأكل أو الشرب هو موضوع المانغا. عنصر القصة المركزية في هذا النوع حقق شعبية كبيرة في أوائل الثمانينيات نتيجة "طفرة الذواقة" المرتبطة باقتصاد الفقاعة الياباني.

## الخصائص
في كتاب للمؤلف فريدريك إل شودت يصنف مانغا الطبخ كنوع من "مانغا العمل"، وهي فئة فضفاضة تحددها قصص حول الأنشطة والمهن التي تؤكد على "المثابرة في مواجهة الصعاب المستحيلة، والحرفية، والسعي لتحقيق التميز". وأبطالها في كثير من الأحيان هم "شباب من خلفيات محرومة يدخلون مهنة ويصبحون "الأفضل في اليابان". عادةً ما تركز الفصول الفردية من مانغا الطبخ على طبق معين، والخطوات المتبعة في إعداده. في حين أن القصص لا تزال تتضمن عناصر سردية قياسية مثل الحبكة وتطوير الشخصية، إلا أنه يتم التركيز بشكل كبير في كثير من الأحيان على الجوانب الفنية للطهي وتناول الطعام. غالبًا ما تحتوي قصص المانغا الخاصة بالطهي على وصف تفصيلي ورسوم توضيحية واقعية للطبق نفسه، وغالبًا يضمين وصفة للطبق.
مانغا الطبخ هي فئة متعددة الأنواع، منها قصص تركز على الرومانسية، جريمة، غموض، والعديد من الأنواع الأخرى التي تم إنتاجها. يشير عمر وجنس بطل مانغا الطبخ عادة إلى الجمهور المستهدف، حيث يشكل كل من الرجال والنساء جمهور هذا النوع، بينما يُنظر إلى إعداد الطعام في المنزل على أنه عمل نسائي في اليابان كما هو الحال في الغرب، يميل الطبخ الاحترافي والتذوق إلى اعتباره من الأنشطة الذكورية. تتضمن مانغا الطبخ قصصًا تتعلق بمجموعة متنوعة من المأكولات العالمية، ولا تقتصر على قصص المطبخ الياباني حصريًا.

## تاريخياً
في حين أن المانغا تحتوي منذ فترة طويلة على إشارات إلى الطعام والطهي، فإن مانغا الطبخ لم تظهر كنوع منفصل حتى السبعينيات. وقد ارتبط ارتفاع الاهتمام بالمانغا الذواقة والطبخ بارتفاع متوسط دخل الأسرة في السبعينيات وقدرة الأسر اليابانية العادية على تناول الطعام خارج المنزل.
هنالك العديد من التقاليد التي تميز مانغا الطبخ، بما في ذلك ردود الفعل المبالغ فيها للأشخاص الذين يتناولون الطعام كوسيلة لنقل لذته إلى القارئ الذي ربما لم يتذوق المكونات المصورة من قبل ومعركة الطهي حيث يصف القاضي المؤهل الذوق للقارئ.
حقق هذا النوع شعبية كبيرة في أوائل الثمانينيات نتيجة "طفرة الذواقة" في اليابان، حيث أدى النمو الاقتصادي المرتبط باقتصاد الفقاعة الياباني إلى توسيع الوصول إلى السلع الفاخرة وتسبب في تقدير الأطعمة الفاخرة والطعام الفاخر وفنون الطهي.
في أوائل العقد الأول من القرن الحادي والعشرين، بدأ مانغا الطبخ في التركيز بشكل أكبر على الأطعمة التي يمكن الحصول عليها أو اليومية. أصبح تصوير تخصصات المطاعم الحقيقية أمرًا شائعًا بالإضافة إلى إدراج الوصفات في نهاية فصل المانجا أو حلقة الأنمي.
حتى الآن، تم إنتاج ما يقرب من 1000 سلسلة مانغا في مجال الطبخ.